# Daniel Chylaszek
Daniel Chylaszek (ur. 25 września 1982 w Oświęcimiu) – polski piłkarz, pomocnik.
Daniel zaczynał karierę w klubie Janina Libiąż, później został zauważony przez Szczakowiankę, która po sezonie go sprzedała do innego klubu z Jaworzna - Victorii. Rok później wrócił do Szczakowianki, w której zagrał 18 meczów. Został sprzedany do Zagłębia Sosnowiec, tam zaliczając 22 występy bez żadnej bramki został zakupiony do I ligowego Piasta Gliwice. W sezonie 2007/2008 awansował z nim do Ekstraklasy. W Piaście rozegrał 60 meczów, strzelając 2 gole. Po sezonie 2009/2010 rozwiązał kontrakt z Piastem. W znalezieniu klubu przeszkodziła mu kontuzja ścięgna Achillesa. W rundzie jesiennej sezonu 2010/2011 piłkarz nie miał klubu. Zimą dołączył do Dolcanu Ząbki podpisując półroczny kontrakt. Latem 2012 roku nie został zgłoszony z kadrą Dolcanu Ząbki do rozgrywek I ligi z powodu kontuzji.